# Burgschleinitz-Kühnring
Burgschleinitz-Kühnring osztrák mezőváros Alsó-Ausztria Horni járásában. 2024 januárjában 1310 lakosa volt. 

## Elhelyezkedése

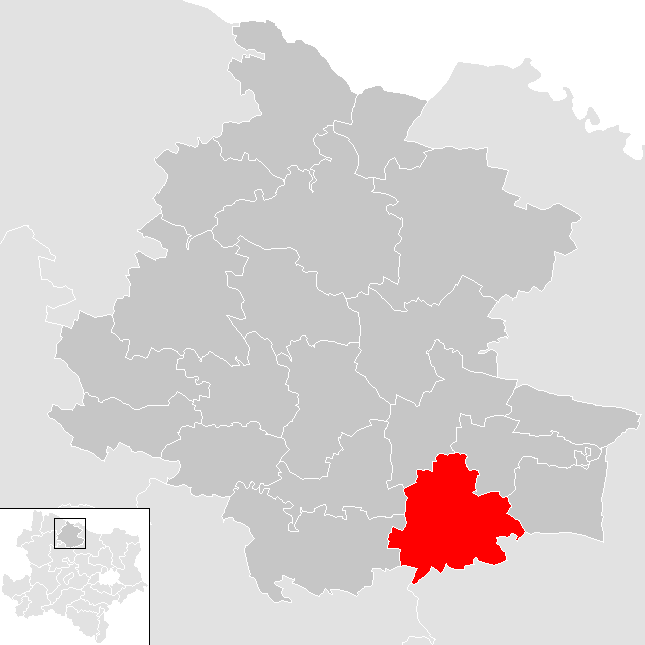
Burgschleinitz-Kühnring a Horni járásban

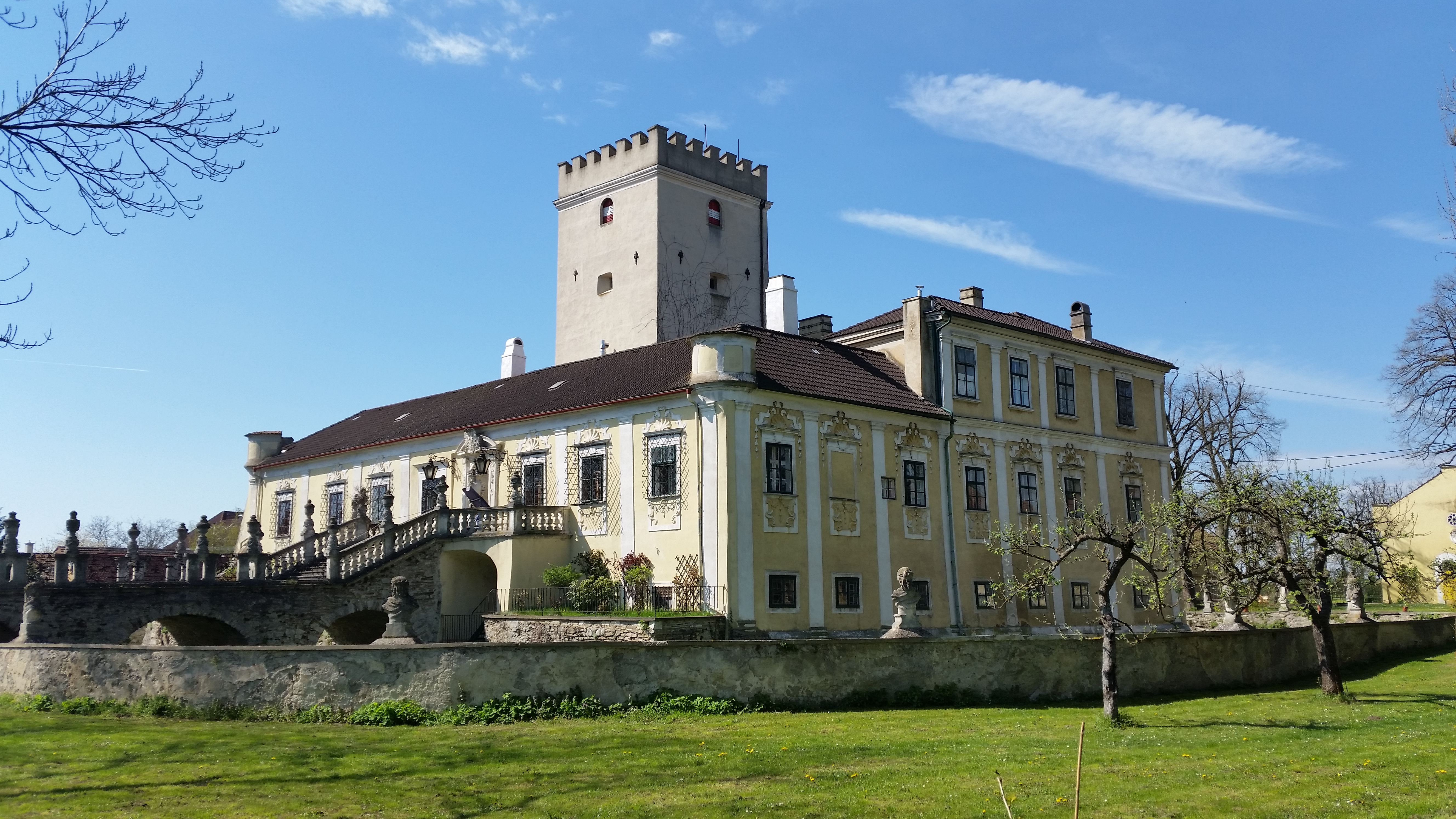
A harmannsdorfi kastély

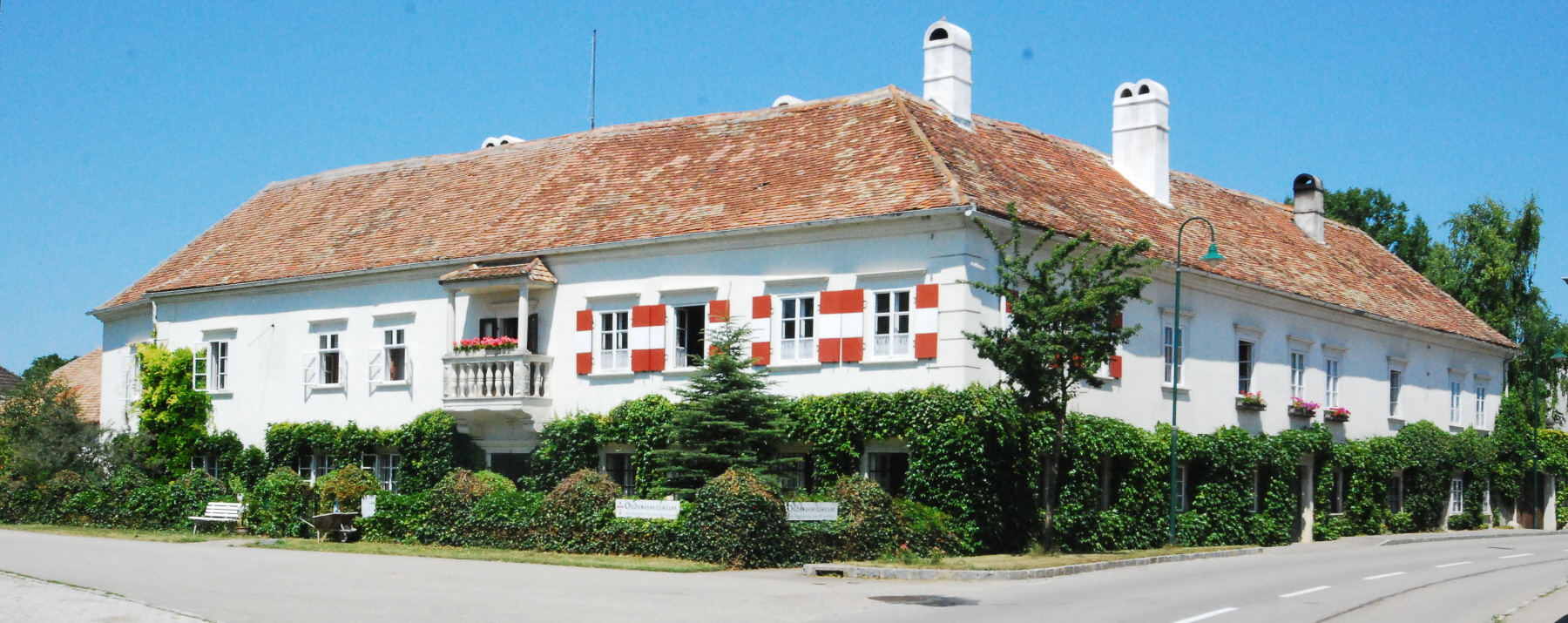
A zogelsdorfi kastély

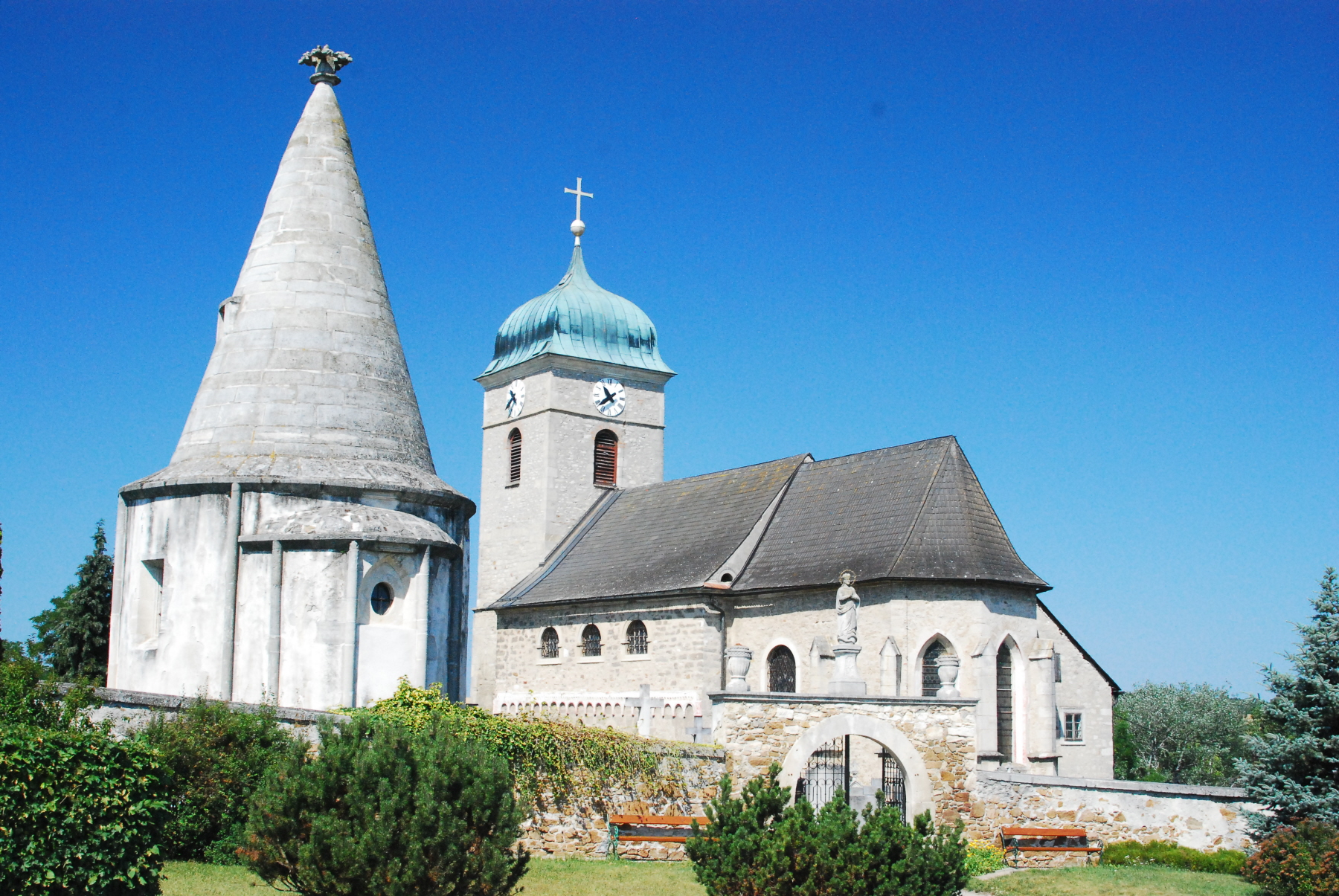
A Szt. Mihály-plébániatemplom és a csontház

Burgschleinitz-Kühnring a tartomány Waldviertel régiójában fekszik Manhartsberg dombság északkeleti részén, a Schleinitz patak mentén. Területén átfolyik a Schmida folyó. Legmagasabb pontja a Sonnwendberg (413 m). Területének 20,2%-a erdő, 72,2% áll mezőgazdasági művelés alatt. Az önkormányzat 10 települést egyesít: Amelsdorf (50 lakos 2024-ben), Burgschleinitz (370), Buttendorf (73), Harmannsdorf (80), Kühnring (325), Matzelsdorf (60), Reinprechtspölla (160), Sachsendorf (40), Sonndorf (23) és Zogelsdorf (129).
A környező önkormányzatok: északra Meiseldorf, északkeletre Eggenburg, keletre Straning-Grafenberg, délre Maissau, délnyugatra Schönberg am Kamp, nyugatra Gars am Kamp, északnyugatra Rosenburg-Mold.

## Története
Burgschleinitzet 1074-ben említik először, a melki apátság egy adománylevelének tanújának nevében. A Schleunz nemzetség 1260-as kihalása után a birtok az osztrák hercegre szállt vissza. II. Albrecht herceg 1357-ben a Zeling családnak adományozta Schleinitz várát. Az erődítményt 1480-ban elfoglalták a csehek, majd a következő évben a császári csapatok lerombolták. Ezt követően hosszú ideig lakatlan volt. 1589-ben akkori tulajdonosa, Georg Bayer von Nieder-Dürnbach reneszánsz stílusban újjáépíttette. A harmincéves háború idején, 1620-ban a császári katonaságnak sikerült elfoglalniuk Burgschleinitz erődtemplomát, de a várat nem, mert az Horn felől érkező protestánsok elűzték őket. A várat 1624-ben Hans Jacob Kuefstein kapta meg; az épület 1934-ig a család birtokában maradt (ekkor eladták az önkormányzatnak).
A Nobel-békedíjas Bertha von Suttner a harmannsdorfi kastélyban írta "Le a fegyverekkel! (Die Waffen nieder!) c. regényét. A második világháború végén. 1944/1945-ben mintegy 30 magyar zsidót vezényeltek kényszermunkára a Wisent-kastélyba. A rossz bánásmód miatt felügyelőjüket 1947-ben másfél év börtönre ítélték.
1967-ben az addig önálló Burgschleinitz, Kühnring, Amelsdorf, Buttendorf, Matzelsdorf, Sachsendorf, Sonndorf és Zogelsdorf községeket Burgschleinitz-Kühnring néven nagyközséggé egyesítették.1971-ben Reinprechtspölla, 1972-ben pedig Harmannsdorf is csatlakozott. Burgschleinitz-Kühnring 1987-ben emelkedett mezővárosi rangra.

## Lakosság
A burgschleinitz-kühnringi önkormányzat területén 2024 januárjában 1310 fő élt. A lakosságszám 1890-ben érte el a csúcspontját 2079 fővel, azóta csökkenő tendenciát mutat. 2022-ben az ittlakók 97,5%-a volt osztrák állampolgár; a külföldiek közül 0,5% a régi (2004 előtti), 1,6% az új EU-tagállamokból érkezett. 0,2% a volt Jugoszlávia (Horvátország és Szlovénia kivételével) vagy Törökország; 0,2% egyéb ország polgára volt. 2001-ben a lakosok 93%-a római katolikusnak, 1,2% evangélikusnak, 0,4% ortodoxnak, 0,1% mohamedánnak, 4% pedig felekezeten kívülinek vallotta magát. Ugyanekkor 3 magyar élt a mezővárosban; a legnagyobb nemzetiségi csoportokat a németek (98,1%) mellett a csehek alkották 10 fővel (0,7%)l. 
A népesség változása:

| 2016 | 1 382 |
| 2018 | 1 360 |

## Látnivalók
- a burgschleinitzi kastély
- a harmannsdorfi kastély
- a zogelsdorfi kastély
- az amelsdorfi Wisent-kastély

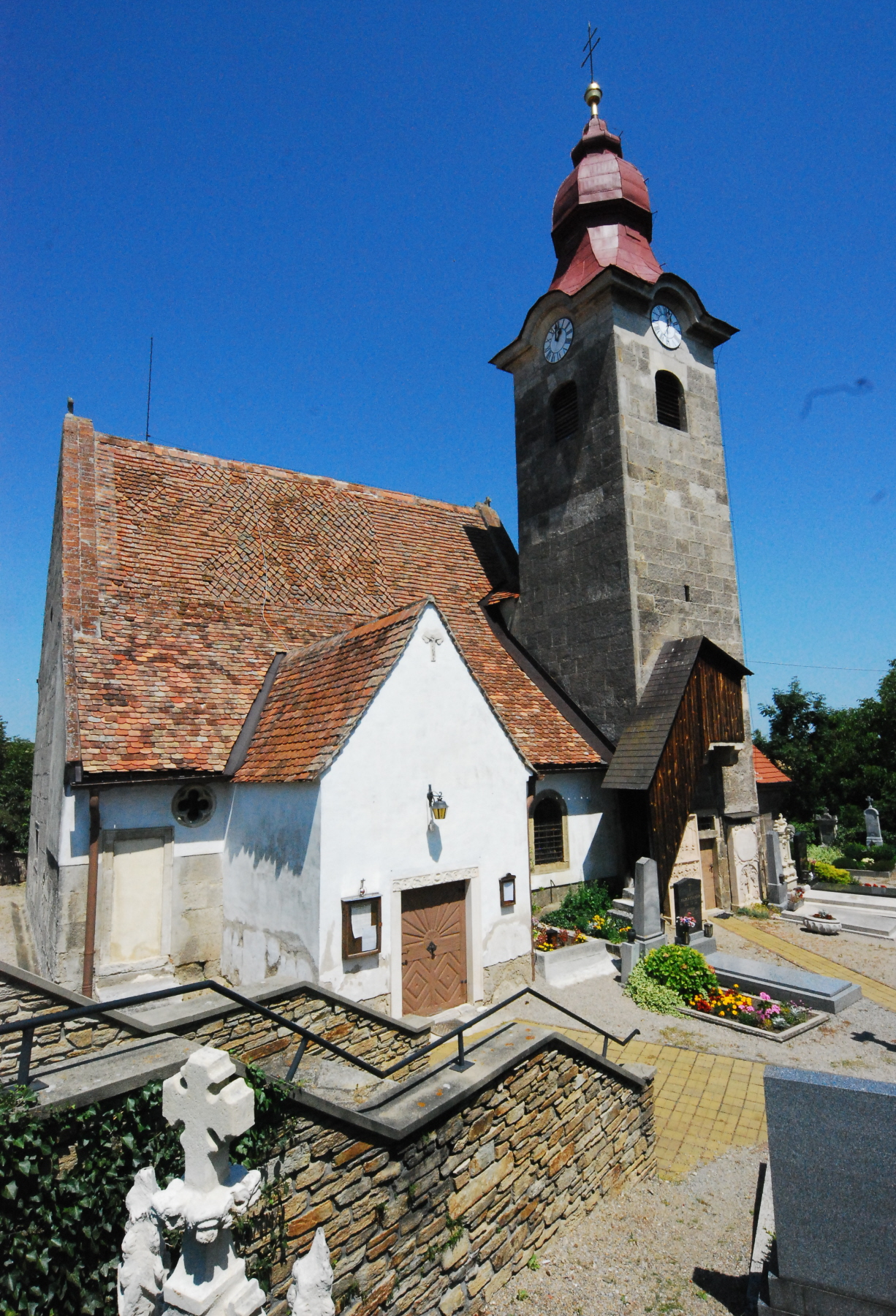
A Szt. Fülöp és Jakab-plébániatemplom

- a burgschleinitzi Szt. Mihály-plébániatemplom
- a kühnringi Szt. Fülöp és Jakab-plébániatemplom
- a reinprechtspöllai Szt. Pongrác-plébániatemplom

## Fordítás
- Ez a szócikk részben vagy egészben  a   Burgschleinitz-Kühnring című német Wikipédia-szócikk ezen változatának fordításán alapul.  Az eredeti cikk szerkesztőit annak laptörténete sorolja fel. Ez a jelzés csupán a megfogalmazás eredetét és a szerzői jogokat jelzi, nem szolgál a cikkben szereplő információk forrásmegjelöléseként.